# Melomys bougainville
Melomys bougainville is een knaagdier uit het geslacht Melomys dat voorkomt op Buka en Bougainville in het oosten van Papoea-Nieuw-Guinea en Choiseul in het noorden van de Salomonseilanden. Er zijn elf recente exemplaren bekend (één uit Buka, acht uit Bougainville en twee uit Choiseul). Deze soort is nauw verwant aan Melomys rufescens en andere soorten uit die groep, zoals Melomys matambuai, Melomys paveli en Melomys dollmani. Tot 1990 werd M. bougainville zelfs als een ondersoort van M. rufescens gezien. M. bougainville heeft echter een kortere staart, een lichtere rode rug en een bredere schedel dan de kleinere M. rufescens uit Nieuw-Guinea. De kop-romplengte bedraagt 135 tot 149 mm, de staartlengte 135 tot 140 mm, de achtervoetlengte 23.9 tot 27.3 mm en de oorlengte 12.9 tot 14.3 mm. Er is verder weinig bekend over deze soort.